# Berberis warscewiczii
Berberis warscewiczii là một loài thực vật có hoa trong họ Hoàng mộc. Loài này được Hieron. mô tả khoa học đầu tiên năm 1895.